# Rajania tenuiflora
Rajania tenuiflora är en enhjärtbladig växtart som beskrevs av Reinhard Gustav Paul Knuth. Rajania tenuiflora ingår i släktet Rajania och familjen Dioscoreaceae. Inga underarter finns listade i Catalogue of Life.